# Eliza Pollock
Lida Peyton Eliza Pollock z d. McMillen (ur. 24 października 1840 w Hamilton, zm. 25 maja 1919 w Wyoming) – amerykańska łuczniczka, trzykrotna medalistka olimpijska, uczestniczka igrzysk olimpijskich w 1904 roku. Najstarsza kobieta, która zdobyła złoto olimpijskie.

## Życiorys
W 1887 roku zdobyła tytuł mistrzyni stanu Ohio. Należała do klubu Cincinnati Archers. Jej mąż również był łucznikiem.
W 1904 roku wzięła udział w igrzyskach w Saint Louis jako jedna z sześciu łuczniczek (z czego pięć należało do jej klubu). 19 września w rywalizacji w Double Columbia Round kobiet zdobyła brązowy medal. 20 września wzięła udział w rywalizacji w Double National Round kobiet, gdzie z wynikiem 419 punktów zdobyła brązowy medal. Tego samego dnia zdobyła złoto w drużynowej rywalizacji kobiet. W wieku 63 lat i 333 dni została najstarszą w historii mistrzynią olimpijską.
W źródłach historycznych jej imię podawane jest jako Jessie lub Eliza.